# Control de tot o res

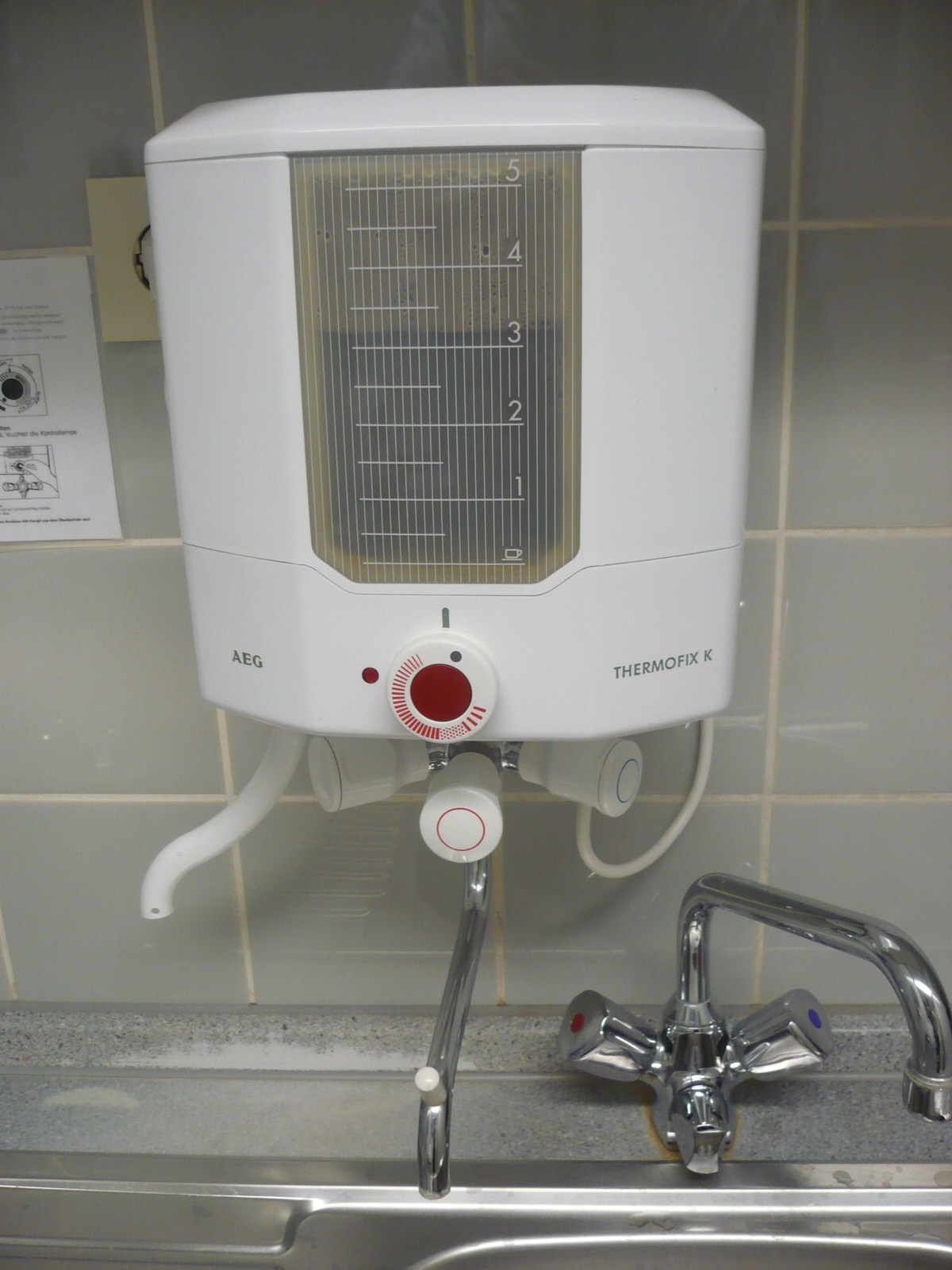
Els escalfadors d'aigua, generalment, incorporen un control de tot o res per mantenir la temperatura de l'aigua.

El control de tot o res és un sistema de control a llaç tancat amb un element actuador que només té dues posicions fixes de funcionament, que en molts casos solen ser un estat apagat i un d'encès. Idealment, un control de tot o res actua corregint qualsevol error per petit que sigui. A la pràctica, se sol implementar amb una zona morta o amb histèresi, que redueixen els canvis d'estat, per allargar la vida de l'actuador.
El control de tot o res és simple i assequible, però pot tenir una desviació important respecte el senyal de referència i pot desgastar ràpidament l'actuador. Per aquestes raons se sol emprar en aplicacions que no són crítiques, com sistemes de control de temperatura o altres aparells domèstics.

## Funcionament
El funcionament d'un control de tot o res es pot descriure com:
{\displaystyle u(t)={\begin{cases}U_{1}\quad si\quad e(t)>0\\U_{2}\quad si\quad e(t)<0\end{cases}}}
On {\displaystyle u(t)} és l'actuació del sistema i {\displaystyle e(t)} és l'error de control. L'error de control també es pot expressar com {\displaystyle e(t)=r(t)-y(t)}, la diferència entre el senyal de referència, {\displaystyle r(t)}, i la sortida del sistema, {\displaystyle y(t)}. Els valors {\displaystyle U_{1}} i {\displaystyle U_{2}} són constants i se solen correspondre a un estat apagat i encès o a actuacions contràries.

Un sistema de control tot o res ideal (a), amb una zona morta (b) i amb histèresi (c).

El sistema prèviament exposat minimitza l'error, però l'actuador pot haver de canviar ràpidament d'estat quan s'acosta al senyal de referència. Depenent del tipus d'actuador aquest canvi ràpid d'estats pot reduir-ne la vida útil. Per aquest motiu és habitual incorporar una zona morta, un estat intermedi que s'aplica quan la sortida del sistema s'acosta al senyal de referència. La zona morta se sol aplicar, especialment, per obtenir dues sortides contràries i una de repòs. Matemàticament, un control de tot o res amb zona morta, de valor constant {\displaystyle d}, es pot descriure de la següent manera:
{\displaystyle u(t)={\begin{cases}U_{1}\quad si\quad e(t)>d\\0\quad si\quad -d<e(t)<d\\U_{2}\quad si\quad e(t)<-d\end{cases}}}

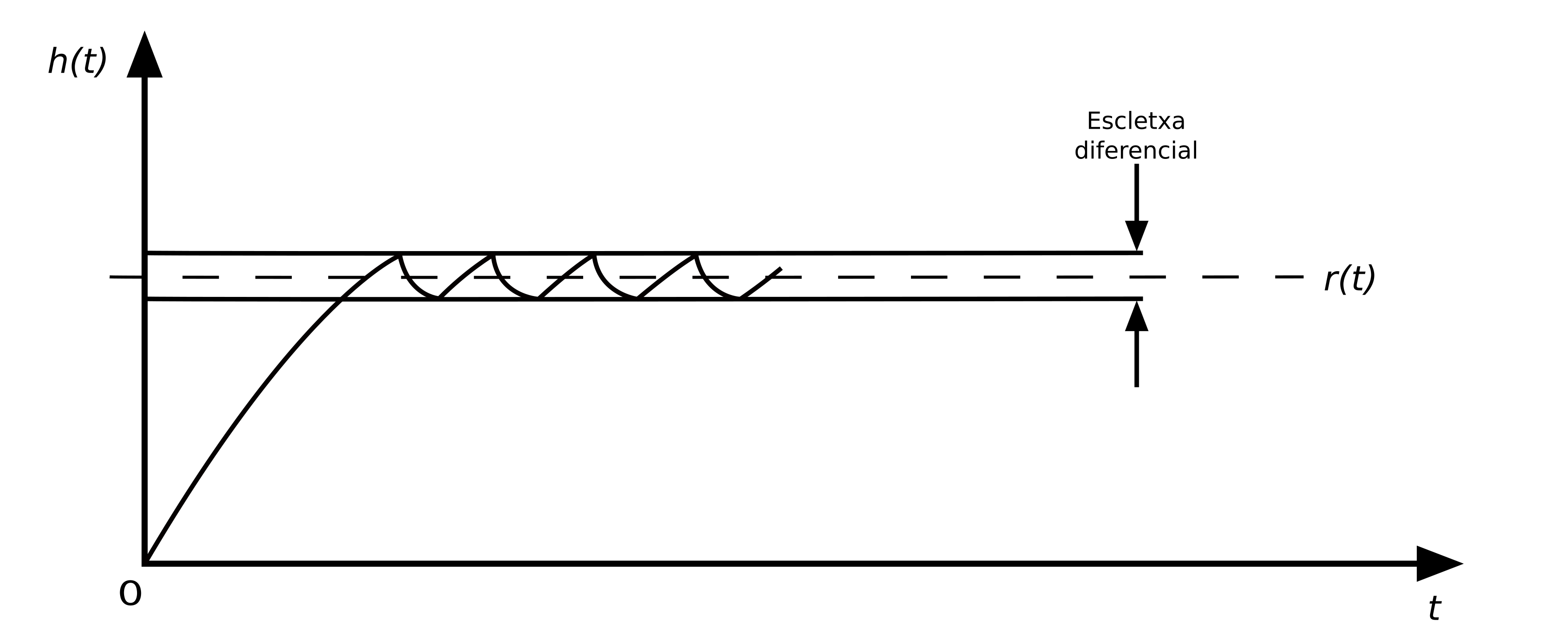
Exemple de comportament d'un sistema de control tot o res amb histèresi.

Per motius similars, reduir els canvis d'estat de l'actuador, també es pot aplicar histèresi o una escletxa diferencial. Aquest mètode fa que es mantingui l'estat de l'actuador, encara que l'error torni a créixer, fins a una certa constant. L'amplitud de l'oscil·lació de la sortida, per tant, augmenta si l'escletxa diferencial és més gran. Això redueix els canvis d'estat de l'actuador, augmentant la vida útil del component, però fa menys precís el sistema.